# Automotrice FS ALn 56
L'automotrice ALn 56 serie 1000 è una automotrice a motore termico alimentato a gasolio costruita dalla Fiat Ferroviaria per il servizio viaggiatori veloce delle Ferrovie dello Stato e di altre società ferroviarie negli anni trenta. Ne è stata costruita anche una versione con motore termico a benzina denominata automotrice ALb 56. Fanno parte dello stesso gruppo ALn 56 le automotrici costruite dalla Breda (serie 2000) e le sei di costruzione Ansaldo (serie 4000). Sempre la Ansaldo dalla ALn56 sviluppò la littorina blindata Ansaldo Libli, impiegata durante la seconda guerra mondiale.

## Storia

### Le ALn 56 Fiat
Le automotrici del gruppo ALn 56, immatricolate dalle FS con i numeri da 1001 a 1110, rappresentano uno dei più importanti lavori progettuali di un rotabile specializzato per servizi viaggiatori veloci ad uso universale per linee pianeggianti ed acclivi, e per ogni tipo di scartamento ordinario.
Negli anni del primo dopoguerra la ripresa economica e l'aumentata esigenza di mobilità rendevano sempre più urgente l'incremento dell'offerta di servizi ferroviari più rapidi e allo stesso tempo più economici. La serie venne immessa in servizio nel 1934 riscuotendo immediatamente il gradimento dell'utenza ferroviaria che le continuò ad attribuire il soprannome di Littorina essendo la stessa molto simile alla "cugina" ALb 48 che questo soprannome aveva ricevuto sul campo pochi anni prima.
Le dieci Littorine ALn 56 serie 100 (101-110, poi divenute 1001-1010) vennero ordinate alla FIAT con motorizzazione Diesel da 8.355 cm3 denominato 355-C molto meno potente di quello a benzina montato sulle automotrici precedenti con solo 59 KW, ma in compenso ne venivano montati due, uno per carrello, per cui la potenza disponibile era di 118 kW con rodiggio 1A A1. Vennero costruite in due sottoserie con lievi differenze; la prima da 1001 a 1010 e la seconda da 1011 a 1110.
Dello stesso modello ne vennero costruite anche per varie ferrovie concesse ed anche a scartamento ridotto, come nel caso delle automotrici commissionate alla Fiat, dalla Società Siciliana di Lavori pubblici, esercente la ferrovia Circumetnea, consegnate tutte entro il 1937 e immatricolate come FCE 'ALn 56.01–06.
Con le stesse caratteristiche estetiche e meccaniche venne realizzata nel 1935 anche una versione a benzina che fu denominata ALb 56, della quale venner realizzati 50 esemplari.
Il motore a benzina, rispetto a quello diesel, aveva indubbi vantaggi: soffriva meno il freddo, non aveva bisogno di preriscaldare il motore e forniva prestazioni più brillanti. Per contro il gasolio costava meno ed aveva una temperatura di infiammabilità più elevata e quindi più sicuro in caso di incidenti.

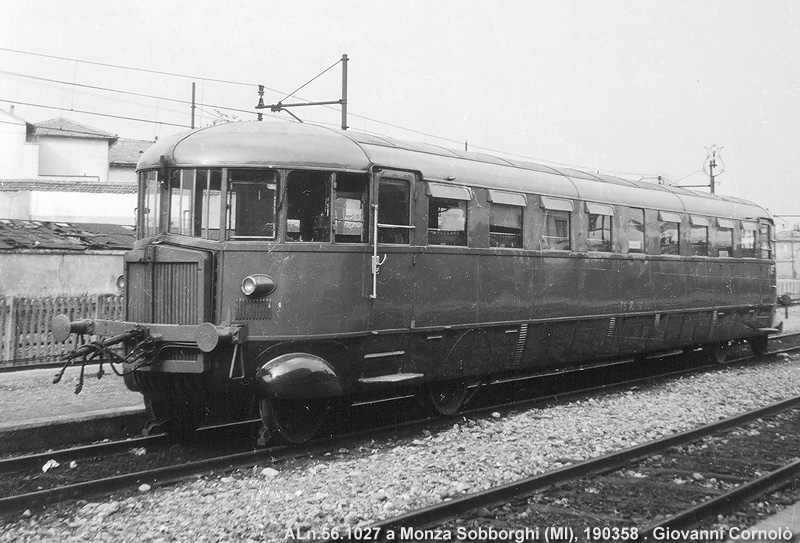
Automotrice diesel ALn 56.1027 in sosta a Monza Sobborghi

Numerosi esemplari di automotrici derivate dalle ALn 56 furono inoltre realizzati da FIAT per altre imprese ferroviarie italiane ed estere, con scartamenti che andavano dal "ridotto italiano" da 950 mm a quello iberico da 1.674 mm. Fra le unità presenti in Italia, le 5 costruite per la Ferrovia della Val d'Orba come versione 045, si distinguevano per la presenza del terzo faro centrale sopra le cabine di guida.
Venne anche realizzata una versione per la TBMP (Società Anonima per le Tramvie a Vapore Bologna - Pieve di Cento e Bologna - Malalbergo vhe acquisì quattro di questw automotrici monomotore (ALn 56.01-04) per la tranvia Bologna-Malalbergo e Bologna-Pieve di Cento: due linee rispettivamente di 38 e 30 km che dal 1889 e dal 1891 collegavano l’area dello zuccherificio di Bologna con Malalbergo e Pieve di Cento, due località a nord della città, in una zona agricola allora dedicata alla produzione di barbabietola. Le quattro automotrici vennero appositamente modificate per queste linee e dopo alcuni lavori di adeguamento del raggio di curvatura furono immesse in servizio il 1º marzo 1937. Alla chiusura di queste linee, nel 1955 quella per Pieve di Cento, e nel 1957 quella per Malalbergo, le quattro automotrici trovarono nuovi acquirenti: le unità 02 e 04 vennero cedute alla Ferrovia Mantova Peschiera (FMP) che utilizzando parti dell'unità gemella trasformò l'unità 02 aumentandone la capacità a 60 posti a sedere. Riverniciata nei colori blu/avorio sociali il veicolo e riclassificata 60.405 prestò servizio lungo il Mincio fino alla soppressione anche della FMP avvenuta nel 1967; un nuovo passaggio di proprietà la portò a Trento dove, previo cambio di scartamento ad un metro, fu trasformata come rimorchiata CP.1 presso la Ferrovia Trento-Malé. Dopo 10 anni di accantonamento tale unità fu demolita nel 2007.
Le ALn 56 01 e 03, revisionate ed accoppiate permanentemente grazie ad una trasformazione che le rendeva idonee al comando multiplo a cura della Ferrovia Suzzara Ferrara, furono immesse in servizio sulla linea sociale di tale azienda, fino alla demolizione avvenuta nel 1979.
L'automotrice ANz 601 della SAIET, società esercente della ferrovia Pisa-Tirrenia-Livorno, corrispondeva alla "serie 018": tale veicolo, acquisito come riserva rispetto ai mezzi a trazione elettrica, finì per essere utilizzato in maniera promiscua con le più moderne ANz 602-604 della stessa società per i servizi sulla tranvia Pisa-Pontedera/Calci. Alla chiusura dell'impianto pisano, l'ANz 601 fu ceduta alla SEPSA.

### ALb 56, la versione a benzina
Nel 1935 vennero consegnate anche 50 unità, identiche alla versione a motore diesel nelle caratteristiche e nelle prestazioni ma con motore Fiat tipo 235-A alimentato a benzina. Con questa serie, immatricolata come ALb 56.101-150, si concluse la costruzione di automotrici Fiat a benzina. In virtù del motore più leggero la massa del rotabile era di 20,5 t anziché di 23 tonnellate.
Nello stesso anno anche la Breda realizzò 10 prototipi a benzina classificati ALb.56.201-210.

### ALn 56 a completa aderenza
Nel 1936 le Ferrovie dello Stato cercarono di velocizzare il servizio anche sulla linea a cremagliera Paola-Cosenza forti delle positive esperienze condotte sulle linee secondarie di tutta la rete italiana.

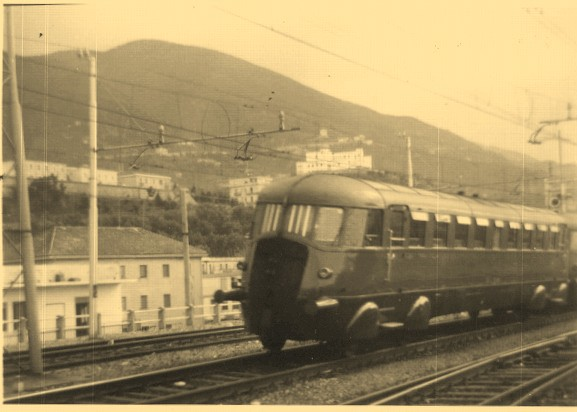
Automotrice ALn 56.1900 in arrivo nella stazione di Paola

La linea Paola-Cosenza che permetteva di congiungere tramite via ferrata uno dei capoluoghi di provincia calabresi con la linea tirrenica, realizzata all’inizio del XX secolo ed entrata in servizio nel 1915 raggiungeva pendenze fino al 75‰, essendo stata costruita in economia e quindi con poche opere d’arte, ovvero viadotti e gallerie, il che aveva implicato la necessità di affrontare pendenze assai notevoli per una ferrovia, che di conseguenza era stata dotata di una cremagliera di tipo Strub per permettere alle locomotive a vapore di effettuare la scalata.
Nella seconda metà degli anni trenta FIAT propose alle FS una soluzione radicalmente diversa al problema Paola-Cosenza: una littorina a completa aderenza che potesse affrontare i ripidi pendii della linea senza ricorrere all’uso della cremagliera. L’idea era di adattare i progetti esistenti delle littorine (che avevano rodiggio 1-A A-1) motorizzando entrambi gli assi dei due carrelli nella speranza che, trasformando tutto i peso in aderente e non dovendo trainare altro che se stessa, l’automotrice riuscisse ad arramipcarsi anche su pendenze impossibili. Nacque così nel 1937 il progetto ALn 56 a completa aderenza, esteriormente diverse dalle altre Aln 56, avendo la carrozzeria uguale a quella alle coeve ALn 556, con frontale aerodinamico e arrotondato. Per poterle distinguere dalle altre Aln 56 furono inquadrate nella serie 1900.
Dopo che un primo esemplare fu testato con successo sulle rampe del Fréjus e di Tenda, che tuttavia presentavano pendenze meno aspre, al massimo del 35‰, le FS ordinarono un lotto di 5 automotrici, immatricolate nel 1937, con la trasmissione del moto estesa a tutte le ruote raddoppiando quindi la massa aderente del mezzo. Venne montato il motore Fiat tipo 356 da 105 CV a 1700 g/m e un rapporto al ponte corto più conveniente nella marcia in salita. Inoltre venne montata una ruota dentata per ogni carrello che non contribuiva alla trazione, che avveniva a sola aderenza naturale, ma serviva ad assicurare l'immobilizzazione dell'automotrice in caso di arresto sulla cremagliera.
L'entrata in servizio di queste automotrici permise di ridurre, tra Paola e Cosenza, a 90 minuti la percorrenza dei treni viaggiatori in virtù della maggiore velocità media complessiva ottenuta eliminando i cambi di posizione della locomotiva nelle tratte a cremagliera, con un risparmio secco di un'ora!
L'anno successivo ne venne ordinato un successivo lotto di cinque unità, che furono immatricolate nel 1938.
Le dieci automotrici vennero immatricolate nel parco FS come ALn 56.1901-1910.
Il successo delle automotrici fece registrare un aumento del traffico passeggeri e conseguentemente fu presto necessario aumentare il numero di corse, e per alcune di queste far viaggiare due automotrici accoppiate. Non disponendo queste automotrici di comando multiplo, ciascuna motrice doveva essere presidiata da un macchinista, con i due ferrovieri che dovevano sincronizzare la marcia, cercando di cambiare simultaneamente sulle due unità, e per facilitare questa non semplice operazione venne installato un cicalino si segnalazione.
Le macchine a vapore continuarono a effettuare servizio merci, ed anche alcuni treni viaggiatori quali ad esempio quello con la carrozza diretta Cosenza-Roma.

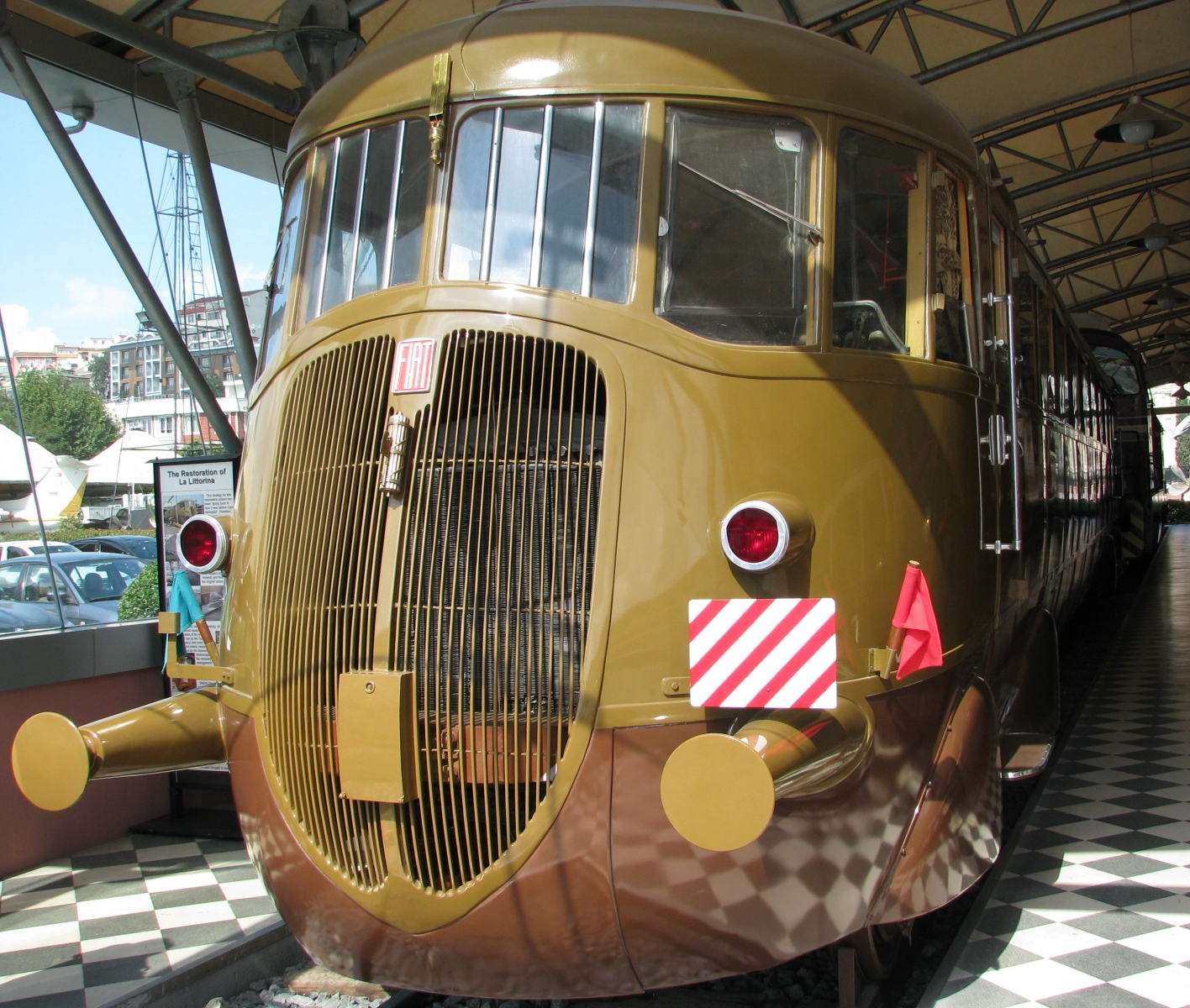
L'ALn 56.1903 al Rahmi M. Koç Museum

Nel corso della seconda guerra mondiale la Aln 56.1908 fu danneggiata irreparabilmente dai bombardamenti e al termine del conflitto le nove sopravvissute, piuttosto malandate, vennero quindi affiancate, a partire dal 1955, dalle nuove automotrici ALn 64 spesso usate in coppie eterogenee,con una ALn 64 ed una ALn 56, mediante accoppiamento con asta rigida, e con ulteriori difficoltà di guida, avendo le due macchine diverse potenze e diversi rapporti. La mancanza dell'intercomunicazione tra le due automotrici inoltre provocò spesso disagi ai viaggiatori in partenza che, non trovando posto sulla più moderna ALn 64, erano costretti a scendere per cambiare vettura.
Le macchine prestarono servizio fino alla metà degli anni settanta. Dalla fine degli anni settanta il servizio su ferro fu affiancato da autoservizi, e il traffico viaggiatori sulla linea fu diradato.
Nel 1981 venne soppressa la carrozza diretta Cosenza-Roma rendendo definitivamente inutile la trazione a vapore per il traffico viaggiatori se non per occasionali servizi, ed iniziò la radiazione delle ormai vetuste ALn 56, lasciando progressivamente in servizio le sole ALn 64.
Il percorso della vecchia ferrovia a cremagliera rimase in funzione fino al 1987, quando venne inaugurata la nuova linea che correva su un tracciato che, usando gallerie e viadotti, presentava pendenze massime del 18‰ e raggi di curvatura non inferiori ai 300 metri.
Le ALn 56.1900 vennero demolite, ad eccezione della ALn.56.1903, che venne acquistata nel 1998 da Mitchell Wolfson Jr., fondatore della Wolfsonian Foundation. La macchina, restaurata dalla Metalmeccanica Milanesio di Moretta, nel 1990 venne trasferita presso il Gold Coast Railroad Museum di Miami in Florida, dove, nel 1992, riportò dei danni a causa dell’uragano Andrew; l’anno successivo venne nuovamente riparata, e trasportata al Tennessee Valley Railroad Museum di Chattanooga, nello stato del Tennessee, dove rimase in prestito per svariati anni.
Nel 2011 venne trasferita, nuovamente in prestito, al Rahmi M. Koç Museum di Istanbul, che in cambio si è impegnato ad effettuare un nuovo restauro degli interni, degli esterni e del motore grazie alla sponsorizzazione della Tofaş, la casa automobilistica turca di autoveicoli che costruisce su licenza, dal gennaio 1971, vari modelli della gamma FIAT.

### Le ALn 56 Breda
Nel 1935 le Ferrovie dello Stato ordinarono un lotto di 90 automotrici tipo 56 posti anche alla Breda di Milano.

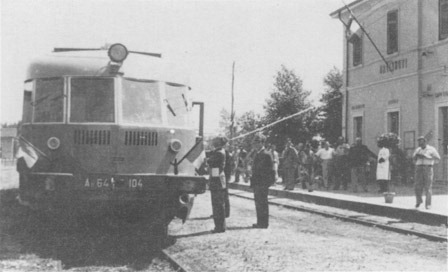
An 64 (SNFT) a Orzinuovi nel 1950

Nel 1935 furono realizzati da Breda 10 prototipi a benzina classificati ALb.56.201-210.
Sempre nel 1935 venne costruita una pre-serie di 10 unità con motore Diesel (ALn.56.2001-2010).
Nel 1937-38 furono realizzate 80 unità di 2ª Serie (ALn.56.2011-2090).
Nonostante venissero immatricolate nello stesso gruppo ALn 56, queste erano delle macchine del tutto diverse, più evolute, sia nella carrozzeria che nella motorizzazione. Erano dotate di caratteristici radiatori frontali di raffreddamento che in seguito, nel dopoguerra vennero spostati lateralmente in maniera analoga a quelli delle successive serie Breda. Anche le prestazioni erano superiori: infatti raggiungevano i 140 km/h.
Ebbero vita notevolmente più lunga delle sorelle Fiat, giungendo funzionanti fino alla fine degli anni ottanta.
L’introduzione sulla rete FS delle prime automotrici termiche fu una delle pietre miliari nell’evoluzione del trasporto ferroviario, non solo in Italia ma anche in Europa.
Il successo dell’automotrice fu subito evidente e il pubblico apprezzò immediatamente il miglior comfort offerto, per cui le FS si trovarono a dover far fronte ad una richiesta superiore alla capienza della vettura, tanto da dover ricorrere allo studio la fattibilità del comando multiplo integrale per almeno 2 unità.

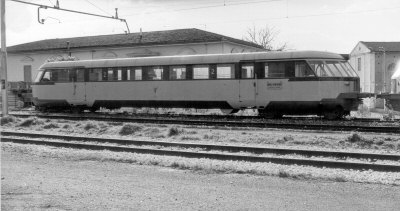
Automotrice Breda ALn 56.401 della ferrovia Benevento-Cancello alla stazione di Benevento Appia nel novembre 1972

La FIAT e la Breda realizzarono il primo tipo di comando multiplo proprio per tali macchine; consisteva nell’installazione a bordo delle automotrici di opportuni servomeccanismi ad aria compressa prima e di elettropneumatici poi, a cui erano collegati le apparecchiature da manovrare.
Con tale impianto da una qualsiasi delle due cabine di guida era possibile comandare l’impianto frenante, il cambio e la frizione ed altri comandi, per massima sicurezza opportuni blocchi impedivano impossibili false manovre dai banchi non utilizzati.
e la discesa, anch’essi separati, e l’introduzione di due motori, uno per carrello, in luogo dell’unico montato sino ad allora.
Le apparecchiature vennero installate su una serie di 140 unità realizzate dalla Breda tra il 1938 e il 1940 che andarono a costituire il Gruppo ALn.556.2201-2340
Nel giro di pochi anni, la nascita delle ALn.56 prima, e poi delle successive ALn 556, fece compiere un notevole passo in avanti verso un maggiore comfort e razionalità per il pubblico che usufruiva di tali mezzi; queste automotrici presentavano per la prima volta, la separazione degli ambienti di guida e quello delle ritirate da quello dei passeggeri, vestiboli per la salita.
Tra la fine degli anni quaranta e l'inizio degli anni cinquanta la ferrovia Benevento-Cancello acquisì dalle FS sette automotrici ALb 56 Breda danneggiate durante la seconda guerra mondiale, che nella fase di ricostruzione furono dotate di motore Diesel e riclassificate ALn 56.401-407.
Altre quattro unità di questa serie, ovvero la 2001, la 2006, la 2009 e la 2010, già assegnate al Deposito Locomotive di Fabriano, furono cedute dalle FS alla Società Nazionale Ferrovie e Tramvie (SNFT) che le riadattò per l'uso sulle sue linee sociali e le immatricolò nella serie An 64. Furono applicati propulsori AEC a sei cilindri con una potenza di 90 kW, mentre la velocità massima fu ridotta a 95 km/h e vennero accantonate dalla SNFT nel biennio 1982-83.

### Le ALn 56-ALg 56 Ansaldo
Foto superiore: l'automotrice FS Aln 56.4001 nell’estate 1939 durante una corsa di prova in sosta nella stazione di Sestri Levante
Foto centrale: l'automotrice FMP ALn 72.403 a Brescia nel 1961.
Nel 1939 anche l'Ansaldo si propose come costruttore di automotrici leggere. Fornì alle FS un lotto di tre ALn 56 dall'estetica molto più moderna e dalle buone prestazioni, con motorizzazione convenzionale a gasolio e cambio meccanico a 4 marce e una velocità di 120 km/h, che vennero immatricolate come 4001-4003.
Le forniture di automotrici FS erano state sempre state affidate a FIAT e Breda, ma nel 1936 le ferrovie dello stato decisero di rivolgersi ad Ansaldo per due commesse di tre esemplari ciascuna. Ansaldo aveva esperienza sia nel settore ferroviario che in quello dei grandi motori termici, ma fino ad allora non aveva mai messo assieme i due aspetti.
Nel febbraio 1936 vennero ordinate tre automotrici con motorizzazione Diesel (ALn 56.4001-4003), da consegnarsi entro un anno.
Poco dopo, nell'agosto dello stesso anno, venne ordinata una versione sperimentale con alimentazione a gas: le ALg 56.401-403. Si trattava del cosiddetto gas povero, ottenuto dal carbone di legna in un gasogeno installato all'incirca a metà della cassa di fronte al WC.
L’ordinazione consisteva di due "terne" perché le commessa era intesa ad effettuare prove, verifiche e valutazioni prima di eventuali altri acquisti. In ciascuna terna, le macchine erano destinate, due ad alternarsi nei ruoli di esercizio e manutenzione corrente, con il terzo esemplare in riserva o destinato ad usi straordinari.
Le tre ALn 56.400x furono testate sulla Genova-La Spezia e sulla Genova-Milano. Stessa zona per i test delle ALg, che nei tratti in piano della Genova-Milano raggiunsero i 115 Km/h.
Le tre ALn 56.400x vennero assegnate al Deposito Locomotive di Firenze, dove espletarono servizio commerciale per meno di un anno, in quanto con la penuria di carburante, a causa della guerra, spinse le FS a sospendere dall’autunno 1940 i servizi basati su automotrici.
Anche le ALg, entrate in servizio tra il febbraio e il maggio 1940, furono inizialmente assegnate al deposito locomotive di Firenze. La prima corsa ufficiale avvenne il 19 ottobre del 1940 tra Firenze e Grosseto, nel corso della quale vennero raggiunti i 120 km/h; nel giugno 1942 vennero trasferite a Mantova, dove già si trovavano altre automotrici "alternative" trasformate a gas metano. Sul finire della guerra subirono danneggiamenti tali che una, la 403 dovette essere avviata alla demolizione, che fu effettuata nel 1946 dalle officine FS di Vicenza.
Dopo la guerra le cinque macchine superstiti, furono cedute alla Ferrovia Mantova-Peschiera e rimotorizzate con motori Diesel General Motors 6/71 a due tempi da 122 kW provenienti da carri armati in disarmo.
Nel 1948 la FMP acquisì le due ALg superstiti e la ALn 56.4003, alle quali seguì, nel 1949 la Aln 56.4002, con le quali la FMP riuscì a rimettere in sesto due rotabili denominati ALn 68.401 e ALn 64.402: la diversa numerazione disomogenea evidenzia come la difformità delle trasformazioni avessero generato rotabili con diverso numero di posti a sedere. La 64.402 aveva le porte a battente, la 68.401 le aveva pneumatiche.
Con l’acquisto, nel 1951, della ALn 56.4001, venne ricostruita una terza automotrice che si distingueva dalle altre 2 per avere un unico vestibolo centrale, anziché i due alle estremità che caratterizzavano le altre due automotrici e che fu classificata ALn 72-403; in questa automotrice le porte erano automatiche.
Le tre automotrici prestarono servizio fino alla chiusura della FMP, nel 1967. Poi, dopo alcuni anni di abbandono all'aperto sulla piazza di Curtatone, furono vendute alla Società Veneta, che le utilizzò quali rimorchi. Le macchine vennero private del motore e modificate, ebbero vestibolo centrale e porte pneumatiche, ed una fu dotata di intercomunicanti. Immatricolate come cd 351-353, vennero impiegate sulla relazione tra Mestre e Piove di Sacco, lungo la linea Adria-Mestre al traino di una De 424. 

## Tecnica

### ALn 56 Fiat
Le automotrici ALn 56 rappresentano la naturale evoluzione delle automotrici ALb 48 a benzina, costruite dalla Fiat su indicazioni del Servizio Materiali e Trazione delle Ferrovie dello Stato per la modernizzazione del servizio viaggiatori sulle linee italiane .
La cassa era a struttura tubolare saldata e poggiava direttamente sui due carrelli mediante un perno e dei rulli di scorrimento. Sulle testate era ricavato il dispositivo di aggancio a barra rigida che serviva per trazione e limitata spinta in manovra. I respingenti sulle testate avevano una limitata funzione, poco più che decorativa, non essendo in grado di sopportare urti o forti compressioni.
I carrelli erano molto semplici, con un telaio in acciaio saldato formato essenzialmente da due longheroni su cui poggiava la cassa per mezzo di rulli scorrevoli. Le sospensioni erano a balestra corta di tipo camionistico. La sede del perno era in posizione asimmetrica rispetto al centro del telaio per aumentare il peso gravante sull'asse motore. Il motore era posto sopra il primo asse e tutta la meccanica era contenuta entro il carrello. Ciò permetteva una rapida sostituzione del tutto in caso di serio guasto.
Le ALn56 montavano un motore diesel, tipo 355C ad iniezione diretta, a sei cilindri in linea, di cilindrata 8.355, capace di erogare 80 cavalli a 1700 giri al minuto. Il motore era un classico tutto in ghisa con distribuzione a valvole in testa e rapporto di compressione di 15:1.
La struttura del motore, montato sul carrello all'altezza del primo asse, con la sua accessibilità per la manutenzione, rappresentava un salto di qualità rispetto alla tecniche obsolete delle automotrici fino ad allora costruite. La trasmissione del moto alle ruote avveniva per mezzo di un gruppo frizione a dischi multipli collegato al cambio meccanico di tipo Fiat a 4 marce e da questo con un albero di trasmissione con doppio giunto elastico scorrevole a guide scanalate che trasmetteva il moto ad un ponte riduttore (rapporto 1/2,44) munito di dispositivo ruota libera. I radiatori di raffreddamento, ad acqua, erano posti frontalmente ai motori in posizione esterna sulle due testate dell'automotrice. Queste soluzioni saranno uno standard per tutte le successive serie di automotrici delle F.S. della prima generazione.
L'impianto elettrico era a 24 volt con batterie ricaricate da una dinamo per motore. Due compressori Westinghouse fornivano l'aria compressa per i servizi ausiliari e per il freno.
L'impianto frenante era composto da un freno ad aria compressa agente sulle ruote mediante ganasce e tamburo, di derivazione automobilistica e un freno a mano agente sul carrello sottostante.

### ALn 56 Breda
A differenza delle ALn Fiat la carrozzeria non era di tipo automobilistico ma prettamente ferroviario. Migliore era il comfort e la forma della carrozzeria con il frontale più slanciato ed aerodinamico. Il carrello era senz'altro più stabile e la prova era evidente nelle maggiori prestazioni in velocità raggiunta: 140 km/h. In virtù delle buone prestazioni le Breda trovarono mercato anche nelle ferrovie bulgare e jugoslave. Caratteristico era il banco di guida per la presenza di un volante che serviva alla preselezione delle marce.
Il motore a gasolio era della stessa Breda, inizialmente tipo AEC da 95 kW, in seguito sostituito dal tipo D17 da 118 kW a 1800 g/min a 6 cilindri, verticale a iniezione indiretta. Contestualmente alla sostituzione del motore con il D17, avente un regime di rotazione più basso rispetto all'AEC (1800 contro 2000 g/min), la velocità massima di queste automotrici passò da 140 a 120 km/h. La trasmissione era idraulica a volano fluido e il cambio epicicloidale Wilson, quindi con un innesto molto più dolce e progressivo. Il sistema frenante era doppio, ad aria compressa con freni a ceppi sulle ruote e moderabile.
Una piccola serie di ALb 56, con motore a benzina, venne costruita anche dalla Breda nel 1935 e numerata da 201 a 210. Aveva le stesse caratteristiche generali della versione a gasolio, ma erano equipaggiate con un motore a benzina Breda tipo T10. La modifica a metano (prevista durante la guerra ed attuata su molte altre automotrici analoghe anche nel dopoguerra per sfruttare i giacimenti di gas naturale del nord Italia) su queste automotrici non fu attuata stante la difficoltà di piazzare un numero elevato di bombole per assicurare una ragionevole autonomia al rotabile, dovuta al maggior consumo del motore Breda in confronto agli analoghi Fiat 235A e 255 che equipaggiavano le ALb 48, 56, 64 e 80.

## Trasformazioni
Nel 1939 la ALb 56.149 venne trasformata, assieme ad altre otto analoghe automotrici a nafta ALn 56 per il servizio misto passeggeri, posta e collattame, divenendo la ALDUb 28.100. L’anno successivo la Alb 56.149 tornò allo stato di origine.
Dopo la seconda guerra mondiale le sopravvissute ai bombardamenti, una trentina di unità, poco più della metà delle 56.1 a benzina prodotte, vennero trasformate per il funzionamento a metano, ma poco per volta vennero accantonate o trasformate in rimorchi; tra il 1959 ed il 1963 quindici unità vennero demotorizzate ottenendo dei rimorchi secondo due diversi modelli: LDn 32.101–110 e gli Ln 64.101–105. Anche se già a metà degli anni settanta vari LDn 32 erano usati esclusivamente per il servizio postale, e non ammettevano passeggeri a bordo, questi rimorchi sono rimasti in servizio fino agli anni ottanta. Alla data del 1º gennaio 1983 risultavano nel parco delle FS otto LDn 32, di cui quattro in attesa di demolizione, e quattro in servizio, dei quali tre a Treviso ed uno a Siena, e quattro Ln 64 a Treviso.
Poco prima del 1940 le FS trasformarono otto unità ALn 56 Fiat adeguandole al servizio misto viaggiatori-collettame, e in qualche caso anche con ufficio postale, con mezza automotrice dedicata ai passeggeri con 28 posti disponibili e l’altra metà dedicata al servizio bagagli ed eventualmente anche al servizio postale; quelle prive di ufficio postale viaggiante vennero reimmatricolate come  ALDn 28 1005-1008 (le ALn 56.1018, 1019, 1028 e 1031) mentre quelle che espletavano servizio postale vennero reimmatricolate come ALDUn 28 1001-1004.(le ALn 56.1040, 1076, 1079 e 1086). Nel dopoguerra tre delle ALDUn 28 furono cedute nel 1950 alle SNFT, assieme a due delle ALDUn 28 mentre una (la 1079) tornò allo stato di origine nel 1949. Le altre due ALDUn 28 (le ex 1018 e 1019) assieme alla ALn 56.1017 vennero invece (ri)trasformate in ALDUn 32.1101-1102-1103, con l'aumento di quattro posti a sedere.
Per far fronte alle necessità di rinnovamento del proprio parco, fra il 1947 e il 1948 la Società Tramvie Vicentine (poi FTV) acquistarono dalle FS 12 automotrici dei tipi ALb 56, ALn 56 e ALn 556, dalle quali vennero ricavate 8 automotrici, 3 rimorchiate e una locomotiva impiegate fino alla loro soppressione sulle relazioni Vicenza-Bassano del Grappa e Vicenza-Noventa.
Nel 1968 le FS trasformarono anche due unità ALn 56 Breda (2026 e 2060) adeguandole al servizio misto viaggiatori-postale. Vennero rinumerate ALDn 32 con 32 posti a sedere e grande compartimento postale. L'automotrice è sempre stata assegnata al deposito locomotive di Fabriano (Ancona), prestando servizio principalmente sulla linea Pesaro-Urbino. Essendo spesso utilizzata per il trasporto di pulcini vivi era stata soprannominata" la pulcinaia." Le ALDn 32 rimasero in servizio fino al 1977, anche se formalmente risultavano disponibili al servizio fino al 1985 (ma in condizioni di scarsa efficienza). Tutte le unità risultano radiate e demolite.
Un'automotrice ALn 56 Breda (ALn 56 2042) fu trasformata nel 1968 in veicolo antincendio e rinumerata AI 56. Questo veicolo fu equipaggiato con numerosi mezzi antincendio (schiuma chimica, schiuma aerata, triclorometano e nebbia idrocarbonica), utilizzando i compartimenti viaggiatori come compartimenti di servizio per l'alloggiamento dei macchinari e dei serbatoi di liquidi estinguenti. L'aumento della massa del veicolo (da 29 a 38 tonnellate) dovuto alla presenza dei liquidi limitò la velocità massima dell'automotrice a 80 km/h. Pensata per l'impiego antincendio nella galleria dell'Appennino sulla direttissima Bologna-Firenze, doveva in origine stazionare permanentemente nella stazione di San Benedetto Val di Sambro. La mancanza di personale abilitato alla sua condotta nella suddetta stazione, e la riluttanza del personale del Servizio Lavori delle FS a conseguire l'abilitazione a un veicolo da impiegare in situazioni di pericolo, portarono a cambiare l'assegnazione al deposito di Bologna. Soprannominata "La pompiera", non risulta mai utilizzata nel suo compito previsto. Accantonata dal 1972 a Foggia, è stata successivamente demolita.
Un'altra ALn 56 Breda (la 2037) del deposito di Fabriano, è stata attrezzata nel 1981 ad aula mobile per corsi d'istruzione ai ferrovieri sul tema della sicurezza. Modificato il suo interno in modo da ospitare un'aula e ridipinta in una vivace colorazione grigio chiaro e azzurro con strisce nere, gialle e rosse, è stata definitivamente accantonata sul finire degli anni ottanta e successivamente demolita.
La ALn 56 2086 è stata modificata per un breve periodo di prova nel 1951, sostituendo il volano fluido (giunto idraulico) di serie con uno speciale accoppiamente detto "giunto fluidometallico Ranzi". In pratica in questo tipo di giunto, al fluido oleodinamico, erano sostituite sferette di ghisa che agivano da "fluido" esattamente come in un giunto normale. Analogo esperimento ebbe luogo anche sull'automotore 213.920, prototipo costruito da Ranzi.
Dopo il periodo di prova (non del tutto soddisfacente), l'automotrice è stata ripristinata nelle condizioni iniziali.

## Deposito locomotive di assegnazione
Le automotrici del gruppo ALn 56 Fiat si diffusero capillarmente in quasi tutta la rete nazionale italiana delle FS ed anche presso società ferroviarie in concessione. Meno diffuse invece le ALn 56 Breda che scesero anche più a sud del compartimento di Napoli (Salerno ad esempio: vi sono foto delle automotrici in stazione a Lagonegro, dove iniziava la linea ex F.C.L. a scartamento ridotto per Castrovillari- Spezzano Albanese).
L'intero gruppo ALn 56.19xx venne assegnato al Deposito locomotive di Paola.

## Automotrici conservate
- Automotrice ALn 56.136 acquistata dal Museo Ferroviario Piemontese.
- Automotrice ALn 56.1903 delle FS, ex linea Paola-Cosenza inizialmente restaurata e acquisita da un amatore statunitense (Mitchell Wolfson) e conservata al Tennessee Valley Railway Museum. In seguito rivenduta al museo Rahmi M. Koç Hasköy di Istanbul[10]
- Automotrici ALn 56.01 e 06 della Ferrovia Circumetnea restaurate di cui la "01" per quanto riguarda la carrozzeria e la "06" perfettamente funzionante.